# LusNIC
LusNIC é uma associação de ccTLDs (Country Code Top Level Domains) de países de língua portuguesa.
A LusNIC junta as entidades competentes pela gestão, registro e manutenção de domínios de topo (ccTLD’s, country code Top Level Domains) dos países de língua oficial portuguesa. Estas entidades, também designadas de registries, representam: .pt, de Portugal o .br, do Brasil, o .cv, de Cabo Verde, o .gw, da Guiné-Bissau, o .st. de São Tomé e Príncipe e o .ao de Angola.
Um encontro de vontades e necessidades comuns levou os responsáveis pela gestão destes registries, a saber: Associação DNS.PT, (Portugal); AGER – Autoridade Geral de Regulação, (São Tomé e Príncipe); Agência Nacional das Comunicações (ANAC), (Cabo Verde); Autoridade Reguladora Nacional das Tecnologias de Informação e Comunicação (ARN-TIC), (Guiné-Bissau) e o Núcleo de Informação e Coordenação do Ponto BR – NIC.br, (Brasil) a chegar ao acordo de constituição formal da LusNIC, como associação de direito privado com objeto de cooperação institucional multilateral entre os registries de língua portuguesa no âmbito das suas áreas de intervenção.

## Propósito
- Promover e colaborar na defesa dos interesses dos ccTLDs de língua portuguesa;[5]
- Fomentar a utilização da língua e dos conteúdos portugueses na Internet;
- Cooperar e partilhar conhecimento nas áreas de intervenção dos ccTLD’s em matérias de suporte técnico, segurança, legais e de boas práticas, promovendo para o efeito ações de formação, intercâmbios e visitas institucionais;
- Promover e divulgar o desenvolvimento de políticas comuns;
- Envidar ações conjuntas para potenciar o crescimento sustentado dos domínios de Topo de língua portuguesa, em concreto o .pt, o .br, o .ao, o .cv, o .gw, o .st e o .tl;
- Analisar, coordenar e defender os interesses dos respectivos associados e afiliados, procurando criar e defender posições comuns nos fora internacionais, no âmbito das respectivas competências;
- Desenvolver contatos e iniciativas concretas de cooperação com outras organizações congêneres, procurando, designadamente, estabelecer sinergias e criando circuitos de cooperação de interesse multissetorial;
- Divulgar e defender, interna e externamente, junto dos Governos, entidades públicas e privadas e junto da opinião pública, os pontos de vista comuns que sejam definidos e considerados com interesse pelos associados e afiliados;
- Organizar fóruns, workshops, conferências ou quaisquer outros eventos ou iniciativas que promovam e divulguem a língua portuguesa na Internet no contexto da atividade desenvolvida pelos seus associados e afiliados;
- Desenvolver documentos e relatórios com informação de relevo para a comunidade a que se dirige, fazendo garantir a sua ampla difusão.

## Estatuto
O Estatuto da Associação LusNIC foi registrado em Portugal, e outorga os princípios da entidade, bem como os direitos e deveres de seus membros, tais como o planejamento das atividades, tais como fóruns, workshops e demais eventos e orçamento.